# تيمي يوهانسين
تيمي يوهانسين (بالدنماركية: Timmi Johansen)‏ (8 مايو 1987 في الدنمارك - ) هو لاعب كرة قدم دانمركي في مركز الدفاع. شارك مع منتخب الدنمارك تحت 19 سنة لكرة القدم ومنتخب الدنمارك تحت 20 سنة لكرة القدم ومنتخب الدنمارك تحت 21 سنة لكرة القدم. أما مع النوادي، فقد لعب مع فيدوفري ونادي أودنسه ونادي ستابك ونادي هيرنفين وNæsby Boldklub ‏ ونادي فيبورج.

## وصلات خارجية
- تيمي يوهانسين على موقع قاعدة بيانات كرة القدم.إي يو (الإنجليزية)
- تيمي يوهانسين على موقع Soccerway.com (الإنجليزية)